# Constant Rate Factor
Фактор постоянного оценивания (англ. Constant Rate Factor, CRF) — режим кодирования для кодеков x264 и x265 (также доступен для libvpx) с постоянным воспринимаемым качеством, осуществлямый с помощью настройки качества (и управления скоростью). CRF, как метод однопроходного сжатия видео, используется в первую очередь для автономного хранения файлов. Для потокового видео могут использоваться дополнительные алгоритмы, требующие двух-трёх проходов.

## Обзор
Обычно кодирование видео с постоянным качеством осуществляется путём сжатия каждого кадра одинакового типа в одинаковое число раз. Технически это означает поддержание постоянного значения параметра квантизации (англ. Quantization Parameter, QP).
Метод же CRF сжимает похожие кадры неодинаково: это происходит за счёт того, что учитывается движение объектов. Визуально человек различает больше деталей в неподвижных объектах, чем в движущихся, поэтому программа сжатия видео может отбросить больше деталей (увеличить сжатие) на движущихся элементах и сохранить больше (увеличить детализацию) на неподвижных. Он будет сжимать разные кадры на разную величину, таким образом изменяя QP по мере необходимости для поддержания определенного уровня воспринимаемого качества. Субъективно такое видео будет казаться качественней.
Метод постоянного параметра квантизации (англ. Constant Quantization Parameter, CQP) не обеспечивает более высокого воспринимаемого качества. Если бы файлы сравнивались только с помощью таких простых способов, качество видеопоследовательностей (например, на основе покадрового измерения отношения сигнал/шум, PSNR), то режим CRF оказался бы менее качественным, но поскольку при просмотре сказывается субъективность восприятия, воспринимаемое качество видео для человека повышается. Причина в том, что наиболее заметная часть видео сжимается с меньшими потерями, а менее заметная — с бо́льшими. При этом видео, сжатое методом CRF, может оказаться значительно меньше по размеру, чем сжатое методом CQP.